# Il mercante Kalašnikov
Il mercante Kalašnikov è un'opera lirica in tre atti di Anton Grigor'evič Rubinštejn su libretto di Nikolaj Kulikov, basato sul poema Canto sullo zar Ivan Vasil'evič, il giovane opričnik ed il valoroso mercante Kalašnikov di Michail Lermontov.

## Storia della composizione
L'opera fu scritta tra il 1877 ed il 1879 e fu rappresentata per la prima volta al teatro Mariinskij di San Pietroburgo il 22 febbraio (5 marzo) 1880, diretta dallo stesso Rubinštejn. È considerata come un tentativo da parte del compositore di avvicinarsi allo stile nazionalista russo, tipico del Gruppo dei Cinque. Il mercante Kalašnikov ha molti elementi in comune con altre opere nazionaliste russe che lo hanno preceduto, in particolare La fanciulla di Pskov di Nikolaj Rimskij-Korsakov e L'Opričnik di Čajkovskij, entrambe ambientate ai tempi dello zar Ivan il Terribile. Nondimeno, l'opera non fu un successo: venne tolta dal repertorio dopo le prime due rappresentazioni dalla censura imperiale per ragioni politiche (la clamorosa esecuzione di Kalašnikov venne contestata dallo zar Alessandro II).

## Trama
L'azione si svolge tra Aleksandrovskaja Sloboda e Mosca, durante il regno di Ivan il Terribile, nel XVI secolo.

### Atto I
Gli appartamenti reali ad Aleksandrovskaja Sloboda. Gli opričniki si lamentano di doversi comportare come monaci e cantare preghiere, mentre vorrebbero divertirsi con le ragazze, tra banchetti e gozzoviglie. Lo sgherro dello zar, Skuratov, entra con il giullare Nikitka, che intrattiene gli opričniki con una canzone allegorica. Gli opričniki lo minacciano per la sua audacia, ma il giullare viene salvato da Skuratov, che annuncia l'arrivo dello zar. Tutti assumono pose devote e sottomesse. Lo zar riceve Efim, Sergej e Kolčin, che sono venuti a pregarlo di tornare a Mosca. In sua assenza lo zar ha delegato al fratello di sua moglie, il principe Michail, il governo della città, ma egli non è stato in grado di tenere sotto controllo gli oppressori del popolo. Quali oppressori?, chiede lo zar. I tuoi opričniki, rispondono Efim e gli altri supplici. Lo zar afferma che i suoi opričniki sono dediti ad una vita di preghiera, ma verrà a Mosca. I supplici se ne vanno, ed Ivan, sentendo Kolyčov pronunciare discorsi sediziosi, lo fa arrestare per essere giustiziato. Poi gli viene servito del vino in un calice d'oro; Ivan beve e passa il calice agli altri opričniki che acclamano lo zar. Solo Kiribeevič non beve. Quando Ivan lo interroga, Kiribeevič confessa che la causa della sua tristezza è la passione per la bella Alena Dmitrievna. Lo zar regala a Kiribeevič un anello prezioso ed una collana di perle per conquistare l'oggetto dei suoi desideri. Musicisti e danzatori entrano a intrattenere gli opričniki, che brindano a Kiribeevič ed alla sua futura amante.

### Atto II
Scena prima Una piazza nel quartiere Zamoskvoreč'e di Mosca, di sera. La gente sta per entrare in una chiesa quando passa una banda di opričniki. Alena Dmitrievna giunge da una grande casa con un cappotto riccamente decorato ed un velo. Si lamenta del destino delle figlie e delle mogli ed è allarmata a causa delle attenzioni di un giovane opričnik che la sta seguendo. È raggiunta da Solomonida, e stanno per recarsi ai vespri quando vengono derubate da Kiribeevič e Grjaznyj. Inorridita dalle profferte di Kiribeevič, Alena gli dice che è una donna sposata e che i suoi figli la stanno aspettando. Ciò non ha alcun effetto, ma dopo una lotta la donna riesce a liberarsi, lasciando il suo fazzoletto ed il suo velo a Kiribeevič, che giura che Alena sarà sua e si lancia al suo inseguimento. Solomonida calunnia Alena, facendola apparire colpevole agli occhi dei vicini. Il trambusto è interrotto dalla comparsa di Kalašnikov, che viene a conoscenza dell'incidente appena avvenuto. Profondamente addolorato, Kalašnikov si dirige verso a casa. Tra la folla corrono voci che l'indomani ci sarà un torneo di lotta alla presenza dello zar.
Scena seconda Una stanza in casa Kalašnikov. Il mercante esprime il suo dolore e la sua rabbia contro il seduttore della moglie, poi sente un colpo alla porta e presume che siano i suoi fratelli, ma un attimo dopo entra Alena in stato disordinato. Il marito la accusa di essere la causa della sua disgrazia. La donna nega ed implora il marito, dicendo che Nikitka l'ha aiutata a fuggire, mentre gli opričniki si scontravano con la popolazione sulla strada per Aleksandrovskaja Sloboda. Kalašnikov è finalmente convinto dell'innocenza di Alena e giura vendetta contro l'uomo che l'ha violentata. Esce per vedere i bambini ed arrivano i suoi fratelli, Efim e Sergej. Kalašnikov dice loro che parteciperà al torneo di lotta il giorno successivo per sfidare l'opričnik che ha disonorato il nome della famiglia.

### Atto III
Uno spazio aperto sul fiume Moscova ghiacciato. Una folla vivace si è riunita per vedere lo spettacolo. Alcuni ragazzi stanno combattendo ad imitazione del torneo che sta per avere luogo. Scoppiano altri tafferugli ed un agente di polizia cerca di ristabilire l'ordine, mentre il suono delle campane annuncia l'arrivo dello zar. Ivan giunge su una magnifica slitta dorata preceduta da araldi, e la folla lo saluta. Lo zar si siede su uno sgabello appositamente preparato. Il forte Tartaro Čelubej si rivolge alla folla, invitando chiunque voglia combattere con lui a farsi avanti. Nikitka e Timofej lo umiliano entrambi con astuzia. Stanco di questo gioco, lo zar ordina ai suoi araldi di annunciare un vero combattimento. Kiribeevič si fa avanti e si inchina ad Ivan, e quando gli araldi lanciano la sfida, Kalašnikov si fa strada tra la folla e si inchina allo zar. I combattenti assumono le loro posizioni e Kiribeevič scopre chi è il suo avversario. Nella lotta che segue
Kiribeevič viene ucciso, contro il volere dello zar che aveva vietato i combattimenti all'ultimo sangue. Nonostante le suppliche di Alena, lo zar ordina l'esecuzione di Kalašnikov: Dov'è il suo timore di Dio? Dov'è la sua paura dello zar?. Interrogato da Ivan sul motivo per cui ha ucciso Kiribeevič, Kalašnikov afferma che si tratta di una questione tra lui e Dio solamente, e implora la misericordia dello zar verso sua moglie, i suoi figli e i suoi fratelli. Quest'ultima richiesta è esaudita, ma Kalašnikov viene condotto al patibolo.